# Euxoa mustaga
Euxoa mustaga är en fjärilsart som beskrevs av Corti 1932. Euxoa mustaga ingår i släktet Euxoa och familjen nattflyn. Inga underarter finns listade i Catalogue of Life.